# Vila Andrade
Vila Andrade est un district de la ville de São Paulo situé dans la partie sud de la ville. C'est l'une des régions avec la plus grande disparité socio-économique de la ville, où vivent à la fois des familles à revenu élevé et à faible revenu. Dans le quartier se situe le quartier noble de Panamby, mais aussi la favela de Paraisópolis, la plus grande de la ville. En 2017, le quartier a été désigné comme celui avec la plus grande population vivant dans des bidonvilles, parmi les 96 quartiers de la ville.

## Histoire
Dans les années 1930 et 1940, une grande ferme appartenant au banquier Agostinho Martins de Andrade était située dans la région. À sa mort, ses fils ont vendu le terrain à un entrepreneur, dont l'associé était propriétaire de l'actuel Groupe Camargo Corrêa.

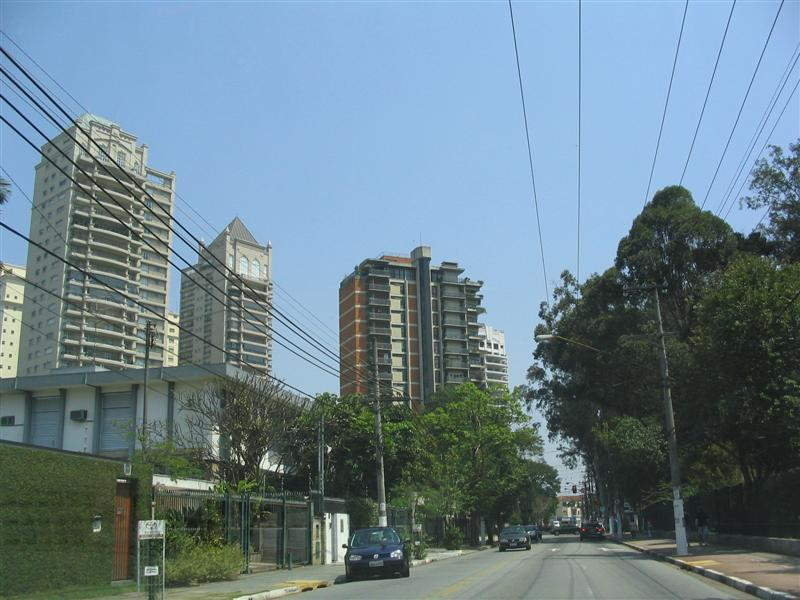
Vila Andrade

Le quartier est situé à la fois dans les zones ouest et sud, où se trouve la majeure partie du quartier. Il est coupé par l'avenida Giovanni Gronchi qui relie le quartier à Morumbi. Il est à noter que les habitants du quartier l'appellent souvent « le nouveau Morumbi ». Le quartier compte des condominiums haut de gamme et milieu de gamme et un vaste commerce avec des centres commerciaux, des hypermarchés, des restaurants renommés, des parcs et même une station de métro. Bien qu'il s'agisse d'un quartier haut de gamme, une importante population de la classe moyenne supérieure a récemment déménagé dans le quartier, attirée par la valeur du mètre carré dans la région, qui a chuté en raison des vols, ces derniers à cause des disparités socio-économiques. Malgré cela, le quartier est l'un des plus dynamiques de São Paulo, avec une qualité de vie élevée.

## Données démographiques
- Population : 73 649 (2000)
- Recensement/2010 : 99 274
- Taux de croissance : 8,63 (1996/2000)
- Superficie : 10.3 km²
- Densité : 7 150 hab./km² (2000)

- Population résidant dans les favelas : 22 133